# Jamao al Norte
Jamao al Norte è un comune della Repubblica Dominicana di 8.018 abitanti, situato nella Provincia di Espaillat.